# ساعت فاجعه
ساعت فاجعه فیلمی به کارگردانی رایموند هواکیمیان و نویسندگی سیروس الوند محصول سال ۱۳۵۱ است.

## خلاصه داستان
سهراب (شهروز رامتین)، کارگر تراشکار، به طاووس (ارغوان)، که با مادرش (ژاله علو) زندگی می‌کند، علاقه دارد. سهراب قادر به تأمین مخارج ازدواجش با طاووس نیست، و پدرش ولی‌الله خان (احمد قدکچیان)، که قمارباز قهاری است، توبهٔ خود را می‌شکند و برای خاطر پسرش با صادق (محمد اسکندری) قمار می‌کند. در میانهٔ بازی خلیل (حسین گیل) و برادرش نعمت وارد بازی می‌شوند؛ ولی‌الله خان کلک می‌زند و می‌گریزد. خلیل و صادق و نعمت با ولی‌الله درگیر می‌شوند و خلیل او را از پا درمی‌آورد. سهراب مطلع می‌شود که خلیل برادر طاووس است و پدر طاووس مرد متنفذی است که کارگاهش را به اسم دخترش ثبت کرده است. سهراب در مراسم خواستگاری اش خلیل و نعمت را می‌شناسد و موضوع را با طاووس در میان می‌گذارد. خلیل و نعمت می‌گریزند و سهراب از طریق خواننده‌ای به نام رعنا (فرنگیس فروهر)، که با خلیل دوست است، دو برادر را در روستائی می‌یابد. خلیل سهراب را با چاقو مضروب می‌کند و خودش با گلولهٔ پلیس از پا درمی آید.

## بازیگران
- شهروز رامتین
- ارغوان
- ژاله علو
- حسین گیل
- احمد قدکچیان
- محمد اسکندری
- فرنگیس فروهر
- محسن سهرابی
- سعید اویسی
- محمود تهرانی
- محسن قبادی
- مهری مهرنیا